# Bazoges-en-Pareds
 Bazoges-en-Pareds  es una comuna y población de Francia, en la región de Países del Loira, departamento de Vendée, en el distrito de Fontenay-le-Comte y cantón de La Châtaigneraie. Está integrada en la Communauté de communes du Pays de la Châtaigneraie.

## Demografía
| 1507 | 1387 | 1180 | 1097 | 987 | 1053 |
| Para los censos de 1962 a 1999 la población legal corresponde a la población sin duplicidades (Fuente: INSEE [Consultar]) |      |      |      |     |      |